# Tiodže
Tiodže es un pueblo ubicado en el municipio de Raška, Serbia. Según el censo de 2002, el pueblo tiene una población de 158 personas.